# Исследования травмы
Иссле́дования тра́вмы (англ. Trauma studies) — область гуманитарного знания, которая изучает коллективные переживания, болезненные события, не похожие на то, что человек может пережить в нормальной, обычной жизни.
Показательными событиями, которые отражают понятие коллективной травмы являются такие явления как Холокост или Первая Мировая война. Trauma studies представляет собой один из междисциплинарных способов номинализации, говорения о заведомо болезненных и зачастую закрытых от прозрачной манифестации и артикуляции событий.

## История дисциплины
Одними из первых, кто начал изучать природу травмы был австрийский психоаналитик, психиатр и невролог Зигмунд Фрейд и врач, психолог Йозеф Брейер. Пытаясь установить травматическую природу невротических расстройств, они работали с истериками, замечая, что источником всех неврозов всех их пациентов были события, которые пациенты не хотели или не могли вспомнить, но, увы «проживали» снова и снова.
Самое полное развитие дисциплина получила в XX веке. Это связано с тем, что XX век в психологическим дискурсе признан посттравматическим. Подтверждения этому — Первая мировая война (психиатры наблюдали у солдат синдром «тревожного сердца»), Вторая мировая война, Холокост, (после появились исследования, описывающие эмоциональное и психофизическое состояние бывших военнопленных и узников концлагерей), Вьетнамская война, Холодная война и другие болезненные события мировой истории.
В начале 1900-х ряд исследователей вывел новое понятие — «историческая травма», которое позволило говорить о травме как о социокультурной и исторической реальности. Третьей волной развития дисциплины выступила трагедия 11 сентября 2001 года в Нью-Йорке. После падения башен-близнецов представители различных гуманитарных дисциплин вернулись к идее о пересмотре сформировавшихся критических подходов к анализу медиа и социума.

## Понимание травмы
На протяжении всего развития trauma studies существовало огромное множество определений травмы как социального или психологического явления. Зигмунд Фрейд понимал понятие травмы, как «ранее пережитые и позднее забытые впечатления, которым мы приписываем большое значение для этимологии неврозов».
В наши дни понимание травмы вышло далеко за грани психологии и медицины. Например, Доминик ЛаКапра ссылаясь на Фрейда предлагает два метода работы с травмой:
- Первый метод (англ. Acting out) — постоянный разыгрывание травмы, показывающий, что человеку плохо
- Второй метод (англ. Working through) — проработка травмы, осознание человеком того, что он понёс тяжёлую утрату, но жизнь на этом не заканчивается.

Отмечается, что помимо подчёркнуто обострённой памяти о травмирующем событии групповое восприятие может проявляться через ностальгию по «светлому прошлому». Конечно, подобное чувство отражает мифологическую концептуализацию прошлого, однако оно способно серьёзно повлиять на ситуацию, так как возвращает к жизни забытые события и ценности. В такой роли это становится средством для противоборства с социальной амнезией, мотивацией для сохранения в памяти коллектива удаляемых эпизодов и противоборства их идеологической девальвации

## Направления в изучении травмы в гуманитарных науках
- Травма — как утрата (опыт утраты): осознание человека потери себя как «целого». Попытки человека вписать травму в свою повседневность.[14]
- Травма как сюжет (символическая матрица): возведение памятников, создание ритуалов, всяческое акцентирование на травме посредством показательных действий. Таким образом создаются рамки, которые могут воздействовать на понимающую аудиторию.[15]
- Травма — как основа общества (консолидирующее событие): с пониманием того, что травма оказывает влияние и на свидетелей и на непосредственных жертв, создаётся единое общество, которое объединяет их и одновременно отдаляет от тех, кто к этой травме отношения не имеет.[16]

## Фазы травматического процесса
Для более тщательного изучения травматического процесса польский социолог Петр Штомпка предложил делить этот процесс на фазы:
1. Травматическое событие (ситуация травмы).
2. Факторы (сюжет травмы).
3. Травматические симптомы.
4. Действия, принимаемые для смягчения травмы.
5. Ограничение или преодоление травмы.

## Участники травматического события
В дискурсе исследования травмы существует несколько основных объектов исследования, поведение которых по-своему раскрывается в каждой из фаз травматического события:
- Жертва — испытавший на себе всю мощь травмы.
- Палач — создающий травматическое событие, но при этом имеет все шансы быть жертвой.
- Первичные свидетели — те, кто видел это своими глазами и готовые рассказать.
- Вторичные свидетели — те, кто берут культурную ответственность (писатели, художники) и находятся в данном культурном пространстве).

## Развитие исследования травмы в России
В российском гуманитарном научном поле исследование травмы начинает набирать популярность уже в XXI веке. Ключевым образом это спровоцировано переводами некоторых ключевых текстов, публикацией сборника «Травма: Пункты» под редакцией С. А. Ушакина и Е. Трубиной, а позже публикацией культурологов Оксаны Мороз и Катерины Сувериной ряда материалов о trauma studies в популярных просветительских проектах.

## Критика
Одним из самых известных критиков исследования травмы выступает американский культурсоциолог Джеффри Александер. В своей статье «Культурная травма и коллективная идентичность» он выводит три основных критических концепций:
- Необходимо отказаться от «натурализма» при обсуждении коллективной травмы. В действительности никакого травматического опыта не существует. Если человек не может подобрать нужный вокабуляр или вспомнить ключевые моменты для описания травматического события, то это означает, что он в принципе не испытывал его.
- Не существует палачей и жертв в натуральном виде. Вместо этого участники травматического события конструируют в себе эти образы, что и делает их носителями травматических переживаний.[20]
- Травма всегда воображаема. Человек, который действительно получил страшный опыт может создать вокруг себя образ жертвы, транслируя этот образ повсеместно, что и создаёт широкое травматическое переживание, которое наследуется всей культурой.[20]

По мнению Дж. Александера (профессора Йельского университета), культурная травма формируется, если социальная группа полагает, что пострадала от тяжёлого рокового события, которое «впечаталось» в их коллективное сознание, навеки влияя на их воспоминания и трансформируя их будущую идентичность фундаментальным и непоправимым образом
.

## Cм. также
- Посттравматическое стрессовое расстройство